# Corpa (Madrid)
Corpa ist ein Ort und eine zentralspanische Landgemeinde (municipio) mit 792 Einwohnern (Stand: 2024) im Osten der Autonomen Gemeinschaft Madrid im Übergang zur Autonomen Region Kastilien-La Mancha. Die Gemeinde gehört zur Kulturlandschaft der Alcarria.

## Lage und Klima
Der ca. 860 m hoch gelegene Ort Corpa liegt im Iberischen Hochland (meseta) südöstlich des Kastilischen Scheidegebirges. Die spanische Hauptstadt Madrid befindet sich knapp 40 km (Fahrtstrecke) westlich; die Stadt Alcalá de Henares ist etwa 17 km in nordwestlicher Richtung entfernt. Das Klima im Winter ist gemäßigt, im Sommer dagegen warm bis heiß; die eher geringen Niederschlagsmengen (ca. 450 mm/Jahr) fallen – mit Ausnahme der nahezu regenlosen Sommermonate – verteilt übers ganze Jahr.

## Bevölkerungsentwicklung
| Jahr      | 1857 | 1900 | 1950 | 2001 | 2019 |
| Einwohner | 543  | 609  | 569  | 418  | 713  |

Der im Osten der Region Madrid gelegene Ort hat – anders als viele Orte in der Umgebung – seinen Charakter als Landgemeinde mit stabiler Bevölkerung noch weitgehend behalten.

## Wirtschaft
Torres de la Alameda war jahrhundertelang landwirtschaftlich geprägt; die Menschen lebten weitgehend als Selbstversorger von den Erträgen der umliegenden Felder und Hausgärten.

## Geschichte
Auf dem Gemeindegebiet wurden bislang keine Funde aus keltischer, römischer und westgotischer Zeit entdeckt. Im 8. Jahrhundert wurde die Gegend durch maurische Heere verwüstet. Im Jahr 1118 nahmen Truppen des Erzbischofs von Toledo im Rahmen der Reconquista die Festung Alcalá ein; sein Nachfolger erhielt vom König die Region als Lehen und es begann die Phase der Neu- oder Wiederbesiedlung (repoblación). Im Jahr 1578 fiel das Lehen an die spanische Krone zurück, doch Philipp II. verkaufte sie an einen seiner Getreuen.

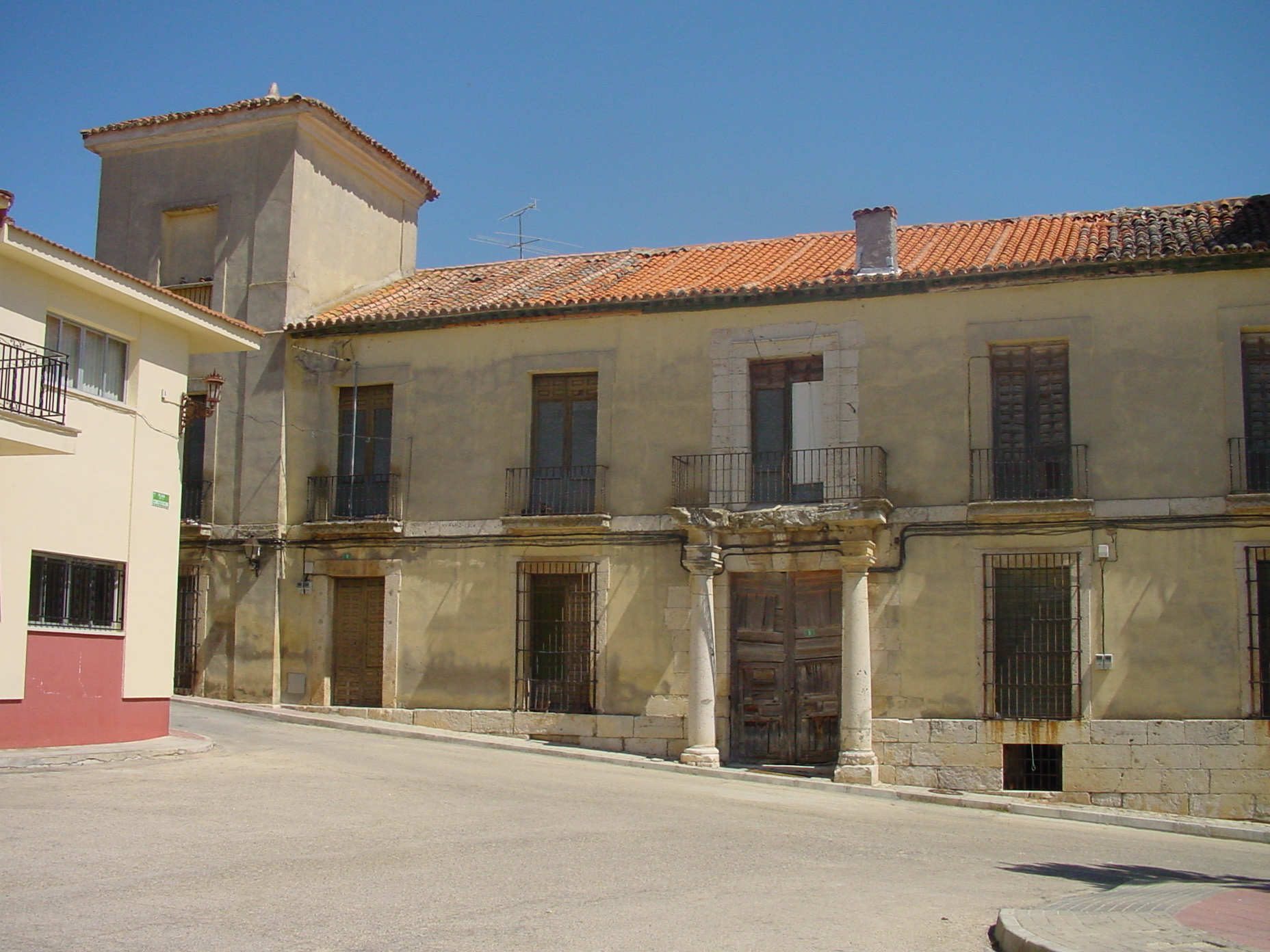
Palacio de los Marqueses de Mondéjar

## Sehenswürdigkeiten
- Die Plaza de la Constitución ist das Zentrum des Ortes; hier befinden sich das Rathaus (ayuntamiento) und der schon seit langem nicht mehr genutzte Palacio de los Marqueses de Mondéjar mit seinen beiden Ecktürmen und dem schlichten Säulenportal.[5]
- Die Iglesia de Santo Domingo de Silos stammt ursprünglich aus dem 12./13. Jahrhundert. Sie wurde jedoch in der Zeit des Spanischen Bürgerkriegs (1936–1939) teilweise zerstört und erst im Jahr 1951 wiederaufgebaut.[6]
- Beim Friedhof (cementerio) steht die ebenfalls während der Bürgerkriegsjahre zerstörte, aber später weitgehend neu errichtete Ermita del Cristo de la Piedad.[7]